# Слов'янізм
Слов'яні́зм — слово або зворот, запозичені неслов'янськими мовами з будь-якої слов'янської. Окремими випадками слов'янізмів є українізми, росіянізми, полонізми, чехізми (богемізми) тощо — за умови, якщо вони запозичені до неслов'янських мов.

## У мовах світу
Роль слов'янізмів у різних неслов'янських мовах неоднакова. Так, у мовах народів, що в процесі історичного розвитку мало контактували зі слов'янами, слов'янізми нечисленні — переважно слов'янські культурологічні терміни й слова для позначення предметів побуту слов'янських країн, тобто будучи в них екзотизмами (bandura, boyard, czar, halušky, hopak, sputnik, vareniki, vodka, zaporozhtsi). Проте, в мовах народів, що мали тісні зв'язки зі слов'янами, запозичень зі слов'янських мов незрівняно більше. З індоєвропейських до них належать, насамперед, румунська, німецька, а також балтійські мови. Значна кількість слов'янізмів у фіно-угорських мовах (угорська, фінська, естонська). Запозичення з російської мови численні у мовах неслов'янських народів Росії і колишніх республік СРСР.
Всесвітньо відомими є слов'янізми робот і пістолет — чеського походження (чехізми).

### Румунська мова
Найбільший пласт лексики слов'янського походження містить румунська мова: за деякими відомостями, до чверті всього словника.
- a nădăjdui («сподіватися», «надіятися»)
- a citi («читати»)
- a goni («висилати», «переслідувати»)
- a iubi («любити»)
- a izbi («ударити»)
- a lovi («ударити», пор. «ловити»)
- a plăti («платити»)
- baltă («болото»)
- bob («зерно»)
- bolnav («хворий»)
- cârmă («стерно») < прасл. *kъr̥ma
- ceas («годинник»)
- cneaz («князь»)
- colac («калач»)
- daltă («зубило») < прасл. *dьl̥bto
- dihor («тхір»)
- drag («дорогий»)
- gâscă («гуска»)
- gol («голий»)
- groaznic («страшний, жахливий»)
- jalnic («жалюгідний»)
- lebădă («лебідь»)
- milă («жалість, милосердя»)
- nevastă («наречена», «невіста»)
- obște («громада, община»)
- plug («плуг»)
- prieten («приятель»)
- prost («дурний, простак»)
- pușcă («гвинтівка, рушниця»)
- război («війна»)
- războinic («воїн, вояк»)
- scovardă («сковорода»)
- slab («слабкий»)
- slujbă («церковна служба»)
- smântână («сметана»)
- sută («сто»)
- taină («таємниця», «таїна»)
- tată («батько»)
- văzduh («повітря»)
- vesel («веселий»)
- vornic («ворник») < прасл. *dvor̥ьnikъ
- vrednic («упертий, вередливий»)
- vreme («погода»)
- zori («зоря, заграва, світанок»)

Окрім того, слов'янське походження мають і багато топонімів: Чернаводе, Прилог, Думбрава, р. Бистриця, Рус, Бістра, Глод, Рускова, Стража, Тирговіште тощо.
У кінці XVIII — початку XIX століття під впливом ідей мовного пуризму (Трансильванська школа) почалася заміна слов'янізмів латинізмами і галліцизмами, внаслідок чого число їх в румунській значно скоротилося, але і зараз слов'янські корені становлять близько 20 % розмовного і 10 % письмового мовлення.

### Угорська мова
Чимало слов'янізмів і в угорській мові — вони починають проникати в неї з VIII ст., коли мадярські племена оселяються у Паннонії, частково асимілювавши місцевих слов'ян, що жили там доти. Припливу слов'янізмів сприяло і розташування Угорщини між слов'янських територій: на сході жили східнослов'янські племена (Русь), на півночі — західнослов'янські (Польща, Чехія), на півдні — південнослов'янські (Сербія, Хорватія). Вважають, що слов'янське походження має 20 % всієї лексики угорської мови.
- ábráz («образ») < прасл. *obrazъ
- bolha («блоха»)
- cserép («черепок, квітковий горщик, черепиця»)
- csorda («череда», «стадо»)
- csoroszlya («чересло») < прасл. *čerslo
- csütörtök («четвер»)
- dajka («няня», «годувальниця», «опікунка») < болг. дойка
- drága («дорогий»)
- ecet («оцет») < прасл. *ocьtъ < лат. acetum
- galamb («голуб») < прасл. *golǫbь
- gereblye («граблі»)
- gomba («гриб») < прасл. *gǫba
- goromba («грубий»)
- jerke («ярка», «молода вівця»)
- kalács («калач»)
- káposzta («капуста»)
- kasza («коса»)
- kovács («коваль»)
- kovász («квас»)
- kucsma («кучма»)
- kulcs («ключ»)
- kulimász («коломазь»)
- lapát («лопата»)
- lazac («лосось»)
- lóca («лава») < словац. lavica
- macska («кішка»)
- mák («мак»)
- maláta («солод») < прасл. *malta
- málna («малина»)
- malom («млин»)
- mátka («наречена»)
- medve («ведмідь»)
- mér («міра»)
- mostoha («мачуха»)
- munka («праця, труд») < прасл. *mǫka
- német («німець»)
- oláh («волох», «румун»)
- pecsenye («печеня»)
- péntek («п'ятниця») < прасл. *pętъkъ
- raj («рій»)
- rend («порядок») < прасл. *rędъ
- repce («ріпак»)
- rozs («жито») < прасл. *rъžь
- rozsda («іржа»)
- széna («сіно»)
- szent («святий») < прасл. *svętъ
- szerda («середа»)
- szilva («слива»)
- szita («сито»)
- szombat («субота»)
- szomszéd («сусід») < прасл. *sǫsědъ
- szuka («сука»)
- takács («ткач»)
- véka («кіш») < прасл. *věko
- vajda («воєвода»)
- vidra («видра»)
- vitéz («витязь»)
- zarándok («мандрівник») < болг. странник
- zsír («жир»)

Слов'янську етимологію має і назва міста Веспрем: угор. Veszprém < словац. Bezprěḿ < праслов. *Bezprěmljь, «Безпрімль».

### Фінська мова
- ikkuna («вікно»)
- kuoma («кум»)
- kuontalo («кужіль», «куделя») < д.-рус. кѫдѣль
- luokka («дуга») < д.-рус. лѫкъ, лоукъ
- lusikka («ложка») < д.-рус. лъжька
- pakana («язичник, поганин»)
- pappi («священик, піп») < д.-рус. попъ
- raamattu («Біблія») < д.-рус. грамота
- risti («хрест»)
- saapas («чобіт») < д.-рус. сапогъ
- suntio, sontio («церковний сторож») < д.-рус. сѫдія
- tappara («бердиш») < д.-рус. топоръ
- turku («ринок», «торг») < д.-рус. търгъ

### Литовська мова
- agrastas («аґрус») < пол. agrest
- agurkas («огірок»)
- asilas («осел»)
- bajoras («боярин»)
- bažnyčia («церква») < пол. božnica, д.-рус. божница
- cukrus («цукор»)
- čerpė («черепиця»)
- duchofkė («духовка»)
- dvaras («двір»)
- fortka («кватирка») < рос. фортка
- garstyčios («гірчиця»)
- kapitonas («капітан»)
- karalius («король»)
- katilas («казан, котел»)
- kolchozas («колгосп») < рос. колхоз
- krikštas («хрещення»)
- kumetis («наймит, батрак») < д.-рус. къметъ («кмет»)
- kurtas («хорт»)
- liustra («люстра»)
- miestelis («містечко»)
- mišios («меса») < пол. msza < лат. missa
- muilas («мило»)
- muitas («мито»)
- otkatas («відкіт») < рос. откат
- pagonis («язичник, поганин»)
- parnikas («парник»)
- pipiras («перець»)
- ponas («пан»)
- popierius («папір»)
- popiežius («папа») < пол. papież
- poteriai («молитва») < пол. pacierz
- pundas («пуд»)
- ridikas («редька») < слов. редька
- seimas («сейм»)
- smuikas («скрипка») < слов. смик
- sovietinis («радянський») < рос. советский
- stiklas («скло»)
- šilkas («шовк»)
- suknia («сукня») < пол. suknia
- turgus («базар, ринок, торг») < прасл. *tъrgъ

### Латиська мова
- bagats («багатий»)
- baznica («церква») — від рос. божница
- cena («ціна»)
- zvans («дзвін»)
- kaposti («капуста»)
- kiselis («кисіль»)
- nedela («тиждень») — від рос. недѣля
- pagasts («волость») — від «погостъ»
- pagrabs («погріб»)
- pirags («пиріг»)
- pulks («полк»)
- robeza («рубіж»)
- solit («обіцяти») — від рос. сулить
- soma («сумка»)
- zabaks («чобіт») — від рос. сапогъ

### Німецька мова
- Grenze («межа», «границя»)
- Gurke («огірок») < н.-луж. górka або пол. ogórek
- Jause («підвечірок») < прасл. *mala južina < *južina («обід»)
- Kalesche («коляска»)
- Kren («хрін»)
- Quark («домашній сир») < прасл. *tvarogъ
- Peitsche («канчук») < прасл. *bičь («бич»)
- Plinse («млинець») < mlinc
- Roboter («робот»)
- Ukelei («верховодка») < пол. ukleja
- Wodka («горілка») < пол. wódka
- Zobel («соболь»)

Слов'янськими з походження вважаються і німецькі прізвища із закінченнями -itz: цей суфікс походить від старопольських прізвищ на -ić (сучасний польський суфікс -icz є запозиченням із східнослов'янських мов).
Окрім того, колись численне слов'яномовне населення Східної Німеччини залишило сліди в топономіці: слов'янську етимологію мають такі географічні назви як Лейпциг (Lipsk — «Липськ»), Дрезден (Drežďany — «жителі заплавних лісів», пор. «дрягва»), Померанія (po more — «Помор'я»), Любек (Lubice), Росток (*orz-tokъ — «розтік»), Торгау (від *tъrgъ).

### Англійська мова
- chernozem («чорнозем») < рос. чернозем
- gley («глей») < укр. глей
- howitzer («гаубиця») < чеськ. houfnice через німецьке й голландське посередництво
- pistol («пістолет») < чеськ. píšťala через французьке посередництво
- polynya («морська ополонка») < рос. полынья
- robot («робот»)
- talik («талик»)
- tokamak («токамак»)
- vampire («вампір») < сербохорв. ва̀мпӣр/vàmpīr через угорське, німецьке і французьке посередництво
- voivode («воєвода»)